# Župnija Duplje
Župnija Duplje je rimskokatoliška teritorialna župnija Dekanije Kranj Nadškofije Ljubljana. Župnijska cerkev v Spodnjih Dupljah je posvečena sv. Vidu, mučencu.

## Sakralni objekti
| #  | Slika                     | Cerkev             | Naselje        |
| -- | ------------------------- | ------------------ | -------------- |
| 1. | Klikni za spremembo slike | Cerkev sv. Vida    | Spodnje Duplje |
| 2. | Klikni za spremembo slike | Cerkev sv. Mihaela | Zgornje Duplje |